# Réservoir côtier
Un réservoir côtier est un type de réservoir destiné à stocker de l'eau douce à l'endroit d'un littoral côtier près d'un delta fluvial. Saemangeum en Corée du Sud, Marina Barrage à Singapour, Qingcaosha en Chine et Plover Cove à Hongkong, le Plan Delta aux Pays-Bas, Thanneermukkom Bund (en) en Inde, etc. sont quelques-uns des réservoirs côtiers existants.

## Avantages
Contrairement aux réservoirs d'eau terrestres (lacs de barrage), il n'y a pas de submersion des terres dans le cas des réservoirs côtiers ,. Ils stockent l'eau sans déranger les populations et l'habitat naturel, en remplaçant l'eau salée stagnante de la zone maritime littorale par les eaux de crue des rivières. La zone côtière du réservoir est séparée de la mer par la construction de digues de terre par dragage. L'eau est pompée de ces réservoirs à des fins d'irrigation, municipales et industrielles. Il est parfois utilisé pour le contrôle des inondations et la remise en état des terres du littoral maritime. Les impacts sociaux et environnementaux des réservoirs côtiers sont négligeables par rapport aux réservoirs d'eau terrestres. Le coût de construction est quelques fois moins élevé que le coût des réservoirs terrestres car il n'y a pas de dépenses pour l'acquisition de vastes territoires, de propriétés immobilières submergées, et la réhabilitation des personnes déplacées. Le côté mer du réservoir côtier peut également être utilisé pour implanter un port en haute mer.

## Construction

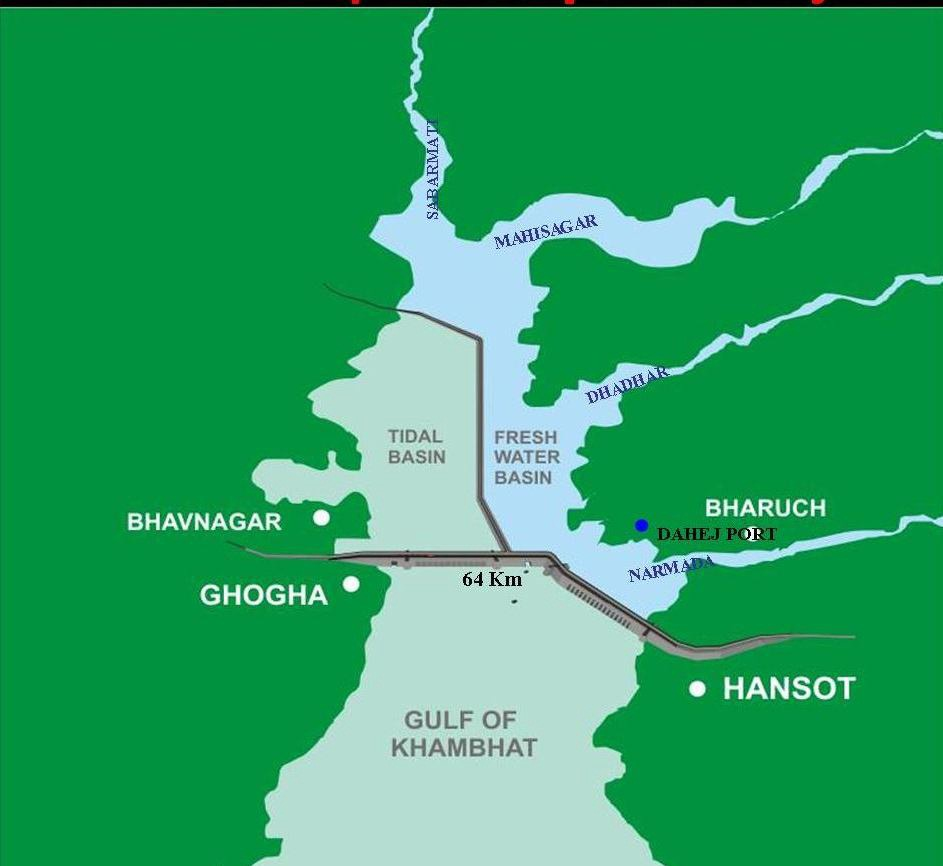
Carte du réservoir côtier proposé par le en Inde

Les digues de terre des réservoirs côtiers s'étendent jusqu'à 8 m au-dessus du niveau de la mer, sous la forme de deux digues parallèles écartées de 1000 mètres. L'objectif principal des digues jumelles est d'empêcher toute infiltration d'eau de mer dans le réservoir côtier, car son niveau d'eau est inférieur au niveau de l'eau de mer. Le niveau d'eau entre les digues est toujours maintenu jusqu'à 1 m au-dessus du niveau de la mer en pompant de l'eau douce du réservoir côtier vers l'écart de 1000 m entre les digues.
La barrière d'eau douce de niveau supérieur entre les deux digues élimine complètement toute infiltration d'eau de mer dans le réservoir côtier en établissant une infiltration d'eau douce vers la mer. L'eau de pluie tombant sur la zone du réservoir côtier et les eaux de ruissellement du bassin versant de ses petits fleuves côtiers sont suffisants pour couvrir les pertes d'infiltration et d'évaporation du réservoir côtier.
L'écart de 1000 m entre les deux digues est également utilisé comme méga-port en eau profonde pour l'expédition, la démolition de navires, la construction navale, l'accostage sûr du pétrole brut, du GPL, du GNL, etc., des navires avec option de stock en mer (Oil-storage trade (en)), etc. 
A des fins de navigation, la digue extérieure du brise-lames face à la mer est prévue avec quelques écluses équipées de doubles portes d'accès au large. La surface supérieure de la digue intérieure servirait d'accès à la terre ferme depuis le méga port avec des liaisons ferroviaires et routières. Le réservoir côtier dont le niveau le plus haut admis pour l'exploitation du réservoir (full reservoir level, FRL) est à 0,0 mètre relativement au niveau de la mer, réduirait également considérablement les dommages causés par les cyclones et les inondations sur les zones côtières. 
Il améliorerait également considérablement le drainage des terres côtières irriguées. Les digues des réservoirs côtiers récupéreraient également les terres côtières en offrant une protection contre les tsunamis, les ondes de tempête et les mascarets. 
La zone du réservoir côtier peut également être utilisée pour localiser des centrales solaires flottantes  afin de générer la puissance de pompage d'eau nécessaire. La surface supérieure de la digue intérieure des réservoirs côtiers peut également être utilisée comme autoroutes et voies ferrées transnationales. Les réservoirs côtiers sont des projets d'infrastructure polyvalents avec des installations d'expédition et de transport, de mise en valeur des terres, d'irrigation, de production d'énergie renouvelable, etc.
Les digues sont construites en draguant du sable et de l'argile du fond marin peu profond à proximité à l'aide de dragues alimentées par des piles à combustible au GNL ou à l'hydrogène, ou par batterie pour réduire les coûts de construction.
L'eau des principaux fleuves est détournée de manière contrôlée vers les réservoirs côtiers à partir de leurs canaux, deltas ou par des canaux d'écoulement de crue, en construisant des barrages à travers les principaux fleuves. Les débits excessifs de crue sont directement dirigés vers la mer. Les réservoirs côtiers situés de chaque côté d'un cours/chemin de rivière majeur sont interconnectés par des pipelines sous-marins (en)  de longueur appropriée. 
Partout où les ports/voies navigables existants et les stations balnéaires célèbres doivent être préservés, le long réservoir côtier est divisé en plusieurs parties et interconnecté par des conduits sous-marins de longueur appropriée. Pendant les périodes de faible débit, les débits environnementaux (en)  minimaux seraient maintenus dans les rivières moyennes et principales jusqu'à la mer en conduisant l'eau à la mer directement ou via des conduits sous-marins de longueur appropriée.
Cela empêcherait également la détérioration de la qualité de l'eau dans les réservoirs côtiers en empêchant l'afflux d'eaux fluviales de qualité inférieure avec une charge saline plus élevée. Pour la navigation intérieure, les ports en eau profonde (1000 m de large) seraient reliés par des écluses aux principaux fleuves via les chenaux delta et au réservoir côtier adjacent.
La migration des poissons vers la mer ou les rivières est possible car les rivières ne sont pas complètement bloquées. Les voies de navigation de la mer au fleuve via le port en haute mer servent également de voies de migration des poissons. Cependant, les aspects négatifs de ces lagunes artificielles doivent être évalués en détail et des mesures correctives appropriées doivent être incorporées pour minimiser les dommages causés à l'écosystème côtier par la présence d'une lagune d'eau douce comme barrière à la mer.

## Projets proposés
Il existe de vastes déserts sur tous les continents (partie occidentale de l'Amérique du Sud, nord et sud-ouest de l'Afrique, Moyen-Orient en Asie, partie sud-est des USA, Australie, etc.) et aussi des régions en surplus d'eau plus proches de ces déserts.
Il est techniquement et économiquement faisable de construire des réservoirs/lagons côtiers d'eau douce artificiels sur le plateau continental de la mer jusqu'à 20 mètres de profondeur de la côte pour fournir de l'eau douce aux zones désertiques à partir des zones de surplus d'eau et de fortes précipitations à proximité.
L'eau en excès des régions à fortes précipitations serait collectée dans les réservoirs côtiers au niveau de la mer et cette eau douce serait pompée pour irriguer les terres désertiques à l'autre extrémité des longs réservoirs côtiers. 
En d'autres termes, la proposition interconnecte les rivières avec un canal de contour (en) (d'au moins cinq km de large) pour faciliter le transfert d'eau.
Quelques projets proposés:
- Le plan Reber abandonné impliquait de barrer la baie de San Francisco près du Golden Gate, afin de transformer la baie de San Francisco en un réservoir d'eau douce géant qui aurait fourni de l'eau potable et de l'eau d'irrigation à tout l'état de Californie.
- La région de la baie de Hangzhou dans le sud-est de la Chine peut être utilisée comme réservoir côtier pour stocker les eaux de crue du fleuve Yangtze pour les besoins de l'agriculture, de l'approvisionnement en eau de la ville, etc. dans toute la Chine.
- Transfert d'eau de l'Afrique centrale occidentale (bassin du fleuve Congo, etc.) vers l'Afrique du Nord ( désert du Sahara ) et le sud-ouest de l'Afrique (déserts de Namibie et d'Afrique du Sud )
- Transfert d'eau du sud-est de l'Afrique (bassin du Zambèze, etc.) vers le nord-est de l'Afrique (Somalie, Ethiopie, Soudan, Egypte, etc.) ).
- Transfert d'eau de la partie nord du continent sud-américain du Venezuela, de la Colombie et du Panama vers les terres désertiques du Chili et du Pérou en interconnectant les rivières Atrato et Tuira pour soulever / transférer l'eau du côté de l'océan Atlantique à l'océan Pacifique.
- Transfert d'eau des rivières Fly, Kikori, Purari, etc. de l'île de Papouasie-Nouvelle-Guinée vers le nord de l' Australie en bloquant la mer de faible profondeur du détroit de Torres entre le sud de la Papouasie-Nouvelle-Guinée et la pointe nord de l'Australie. À des fins de navigation, un chenal de navigation en eau douce au niveau de la mer (20 m de profondeur et 500 m de largeur) est pourvu d'écluses à l'entrée de la mer pour traverser le réservoir côtier qui bloque le détroit de Torres. Le réservoir côtier divisé en deux parties est relié par des tunnels souterrains pour le transport de l'eau.
- Transfert d'eau des zones côtières nord et sud du «continent nord-américain» occidental vers la région sud-ouest des États-Unis et le centre du Mexique .
- Transfert d'eau est-ouest depuis un réservoir côtier de la mer du golfe du Bengale vers des régions déficitaires de l'Inde à partir des eaux de crue du Gange et de Bramhaputre
- Polavaram Project (en) - transfert d'eau de l'État d' Andhra Pradesh en Inde depuis les rivières Krishna et Godavari inondent les eaux vers l'État du Tamil Nadu en Inde avec un réservoir côtier sur la mer du Bengale
- Transfert d'eau de l'Inde et du Sri Lanka vers le Pakistan et l'Iran avec un long réservoir côtier sur la mer d'Oman le long de la côte ouest de l'Inde de Rameshwaram au détroit d'Ormuz [7].

Les gigantesques projets de réservoirs côtiers ci-dessus couvriraient la plupart des zones désertiques du monde, à l'exception des hautes terres des déserts d'Asie centrale. Les besoins en eau de ces régions peuvent être entièrement satisfaits en détournant l'eau des rivières sibériennes. Ainsi, la plupart des terres qui ne sont pas disponibles pour la culture et la sylviculture peuvent être transformées en habitat pour une végétation abondante qui aiderait à atténuer le processus de réchauffement climatique. Avec l'avènement des énergies renouvelables bon marché telles que l'énergie solaire et éolienne, la disponibilité des sources d'énergie n'est pas un problème permanent, mais la disponibilité de l'eau reste un problème majeur qui peut être résolu dans une large mesure par les réservoirs côtiers.